# Championnats d'Afrique de boxe amateur 2024
Navigation
Édition précédente Édition suivante
La 21e édition des championnats d'Afrique de boxe amateur se déroule au gymnase jumelé du stade des Martyrs de Kinshasa, en république démocratique du Congo du 18 octobre au 27 octobre 2024,.
Le Maroc domine le classement des médailles avec 10 médailles d'or, 8 médailles d'argent et 3 de bronze, devant le pays hôte qui obtient 21 médailles dont 9 en or, 5 en argent et 7 en bronze.

## Médaillés
| Catégorie | Or                        | Argent                        | Bronze                         |
| Hommes    | Hommes                    | Hommes                        | Hommes                         |
| --------- | ------------------------- | ----------------------------- | ------------------------------ |
| -48 kg    | Martial Wouang            | Zola Tulembekwa               | Hamza Essaadi                  |
| -48 kg    | Martial Wouang            | Zola Tulembekwa               | Tomas Imene Elifas             |
| -51 kg    | Issam Bensayar            | Fabrice Jean Valérie          | Doudou Ilunga Kabange          |
| -51 kg    | Issam Bensayar            | Fabrice Jean Valérie          | Abednego Kyalo                 |
| -54 kg    | Bakora Kolongo            | Manuel Paulo Banguine         | Kombo Nesdy Bakana             |
| -54 kg    | Bakora Kolongo            | Manuel Paulo Banguine         | Antonio Ribeiro Alberto Nuno   |
| -57 kg    | Morning Ndevelo Tryangain | Mwengo Mwale                  | Imad Azoui                     |
| -57 kg    | Morning Ndevelo Tryangain | Mwengo Mwale                  | Shaffi Bakari Hassan           |
| -60 kg    | Zouhair Fadel             | Cheril Ngollo Ngassay         | Abubeker Sefan Redwan          |
| -60 kg    | Zouhair Fadel             | Cheril Ngollo Ngassay         | Serigne Abdou Mbacké Diop      |
| -63.5 kg  | John Paul Masamba         | Mohamed El Alloua             | Aloice Vincent Ochieng         |
| -63.5 kg  | John Paul Masamba         | Mohamed El Alloua             | Idrissa Gueye                  |
| -67 kg    | Abdelhaq Nadir            | Mouhamed Abdalah Diallo       | Musuasua Ilunga                |
| -67 kg    | Abdelhaq Nadir            | Mouhamed Abdalah Diallo       | Marquis Zoel Amene             |
| -71 kg    | Boniface Mogunde Maina    | Nestor Nduwarugira            | Zine El Abidine Amroug         |
| -71 kg    | Boniface Mogunde Maina    | Nestor Nduwarugira            | Makavissa Ngamissengue         |
| -75 kg    | David Tshama Mwenekabwe   | Yassine El Ouarz              | Djibril Traoré                 |
| -75 kg    | David Tshama Mwenekabwe   | Yassine El Ouarz              | Temesgen Mitiku Nika           |
| -80 kg    | Nathan Nlanou Mbeli       | Gebhard Ipinge                | Youssef Rafrafi                |
| -80 kg    | Nathan Nlanou Mbeli       | Gebhard Ipinge                | Robert Okaka                   |
| -86 kg    | Peter Mpita Kabeji        | Ahmed Badrani                 | Abeb Georges Baguiguana        |
| -86 kg    | Peter Mpita Kabeji        | Ahmed Badrani                 | Adriano Kiana                  |
| -92 kg    | Karamba Kébé              | Landry Matete                 | Symphorien Njinnou Mouandat    |
| -92 kg    | Karamba Kébé              | Landry Matete                 | Tsoni Icha Baltazard           |
| +92 kg    | Younes Bouhdid            | Clinton Macharia              | Apanu Anyisa                   |
| +92 kg    | Younes Bouhdid            | Clinton Macharia              | Luvo Jordilson                 |
| Femmes    |                           |                               |                                |
| -48 kg    | Bénédicte Diyoka          | Hafsa El Harouad              | Doriane Nyangono Engola        |
| -48 kg    | Bénédicte Diyoka          | Hafsa El Harouad              | Vuyolwethu Dila                |
| -50 kg    | Yasmine Mouttaki          | Carine Nkelani                | Ma Thiba Thandolwethu          |
| -50 kg    | Yasmine Mouttaki          | Carine Nkelani                | Essele Jaël du Cœur            |
| -52 kg    | Gisèle Nyembo Muamba      | Rabab Cheddar                 | Mora Tina Andriamiarisoa       |
| -52 kg    | Gisèle Nyembo Muamba      | Rabab Cheddar                 | Ntandoyenkosi Ncube            |
| -54 kg    | Widad Bertal              | Merveille Bisambu Bawo        | Assefa Abate Roman             |
| -54 kg    | Widad Bertal              | Merveille Bisambu Bawo        | Amina Martha Faki              |
| -57 kg    | Ruth Yanfu                | Fatima Ezzahra Azim           | Benilde Regina Macaringue      |
| -60 kg    | Sandrine Bokota Onya      | Zalia Munga                   | Non attribuée                  |
| -63 kg    | Merveille Mbalayi Mbamba  | Douaa Zaki                    | Isabel Dala Tomás              |
| -63 kg    | Merveille Mbalayi Mbamba  | Douaa Zaki                    | Najma Mohamed Isike            |
| -66 kg    | Brigitte Mbabi            | Toutir Mounir                 | Maïmouna Ndong                 |
| -70 kg    | Saida Lahmidi             | Awa Cheikh Mbaye              | Sarah Enduwa                   |
| -75 kg    | Noura Mesmaoui            | Marie Victorine Onguene Tsimi | Grace Tshibalabala Biamuluanyi |
| -81 kg    | Hasna Larti               | Elizabeth Andiego             | Marie-Joëlle Mwika             |
| +81 kg    | Khadija Mardi             | Bernadette Keuye              | Sila Tshimwanga                |
| +81 kg    | Khadija Mardi             | Bernadette Keuye              | Khadidiatou Cissé              |